# Sainte Genevieve, Missouri
Sainte Genevieve (franska: Sainte-Geneviève) är administrativ huvudort i Sainte Genevieve County i Missouri. Orten fick sitt namn efter Genoveva av Paris och grundades mellan 1722 och 1749 av franska bosättare. Det exakta årtalet är ovisst men av tradition firar man 1735 som året då Sainte-Geneviève grundades.

## Kända personer från Sainte Genevieve
- Lewis V. Bogy, politiker
- Augustus C. Dodge, politiker